# Stuttgarter Kolloquium zur Historischen Geographie des Altertums
Das Stuttgarter Kolloquium zur Historischen Geographie des Altertums ist eine von den deutschen Althistorikern Eckart Olshausen und Holger Sonnabend zusammen mit Ernst Kirsten initiierte und organisierte Veranstaltung zu interdisziplinären Themen rund um das Dachthema der antiken Historischen Geographie. 
Das Kolloquium ist eine öffentliche Veranstaltung. Seit 1981 werden in dreijährigen Zyklen Veranstaltungen abgehalten, in denen – in Ermangelung einer universitären Anbindung des Fachs und damit eines Lehrstuhls zur Historischen Geographie der Antike – Forschungsperspektiven zum Thema wissenschaftlich erörtert und diskutiert werden. Teilnehmer sind Fachkräfte aus den Disziplinen der Archäologie, Altorientalistik, klassischen Philologie, Geographie, Geologie, Klimatologie und Philosophie.  
Beraten wurden bislang die verschiedensten Aspekte der historischen Geographie des Altertums.
Beispielsweise waren dies Diskurse über: 
- die antike Stadtkultur,
- das Gebirgsland als Lebensraum,
- Naturkatastrophen und Verkehrswege,
- Migrationsbewegungen,
- die Schätze der Erde,
- die Bezüge von Landschaft und Religion oder
- antike Ressourcenprobleme.

Die Veranstaltungen tragen sich durchgehend mit dem Anliegen, historische Befunde zu heutigen Problemen in Bezug zu setzen. Aspekte antiker Technik, politische, soziale, ökonomische und kulturelle Zusammenhänge prägen die Diskussion ebenso wie moderne Erforschungsergebnisse mittels neuer Instrumente und Methoden. Die Akten der Tagungen werden regelmäßig in der Reihe „Geographica Historica“ im Steiner-Verlag publiziert.